# Innocenzo del Bufalo
Pour les articles homonymes, voir Gaspard, Bufalo et Cancellieri.
Innocenzo del Bufalo, parfois appelé Innocenzo del Bufalo-Cancellieri (né en 1566 à Rome, alors capitale des États pontificaux et mort le 27 mars 1610 dans la même ville) est un cardinal italien du début du XVIIe siècle.

## Biographie
Innocenzo del Bufalo exerce diverses fonctions au sein de la curie romaine, notamment comme référendaire au tribunal suprême de la Signature apostolique, archiprêtre de la basilique libérienne, gouverneur de Narni et de Bénévent, chanoine de la basilique Saint-Pierre, inquisiteur de Malte du 3 juillet 1595 au 27 mars 1598 et vice-gouverneur de Fermo.
Il est nommé évêque de Camerino en 1601 et est envoyé comme nonce apostolique en France de 1601 à 1605. 
Le pape Clément VIII le crée cardinal lors du consistoire du 9 juin 1604. Il est préfet de la Congrégation de la Consulta en 1605-1606.
Le cardinal del Bufalo participe aux deux conclaves de 1605 (élections de Léon XI et de Paul V).

## Sources
- Fiche du cardinal sur le site fiu.edu